# ボブ・ブライアン
ロバート・チャールズ・ブライアン（Robert Charles Bryan, 1978年4月29日 - ）は、アメリカ・カリフォルニア州カマリロ出身の元男子プロテニス選手。身長193cm、体重88kg。左利き。双子の兄弟であるマイク・ブライアンとともに「ブライアン兄弟」のダブルスとして活動し、119勝を挙げた。兄弟2人ともシングルスにはほとんど出場せず、ダブルスのみに活動を絞っている。
ダブルスでのキャリアゴールデンスラム達成者。ATPツアーで史上初のダブルス100勝を挙げている

## 来歴
1978年4月29日にアメリカ・カリフォルニア州カマリロで双子の兄弟が誕生した時、ロバート・チャールズは双子の弟として2分後に生まれた。ブライアン兄弟は両親ともにテニスのコーチで、双子の兄弟は2歳の頃から両親にテニスを学んだ。2人の兄弟は早くから、トーナメントのシングルスで「兄弟対決」を両親に禁じられてきたという。2人とも1997年から1998年の2年間スタンフォード大学に在学し、NCAA主催のテニス大会で活躍した。ボブは1998年にNCAAで男子シングルス、マイクとのダブルス、スタンフォード大学団体優勝の3冠獲得を達成し、この年からプロテニス選手に転向した。2001年から双子の兄弟のペアはATPツアーで優勝できる力をつけ、この年に年間4勝を挙げる。
2003年全仏オープン男子ダブルスで、2人は4大大会男子ダブルス部門で初優勝を達成し、決勝で連覇を狙ったエフゲニー・カフェルニコフ/ポール・ハーフース組を7-6, 6-3で破った。同年に全米オープンでもダブルス決勝に進んだが、トッド・ウッドブリッジヨナス・ビョルクマン組に7-5, 0-6, 5-7の逆転で敗れて準優勝になり、年間2冠獲得を逃している。この年は男子テニス年間最終戦テニス・マスターズ・カップダブルスでも、ファブリス・サントロ/ミカエル・ロドラ組を破って初優勝を飾った。しかし、2004年全豪オープン男子ダブルス決勝では、サントロ/ロドラ組に6-7, 3-6で敗れている。2人は2004年アテネ五輪のアメリカ代表選手にも選ばれたが、ここでは準々決勝でチリのニコラス・マスー/フェルナンド・ゴンサレス組に敗退した。全米オープンは3回戦敗退に終わったが、テニス・マスターズ・カップで大会2連覇がある。
2005年のシーズンに、ボブとマイクはすべての4大大会で男子ダブルス決勝に進出した。全豪オープン・全仏オープン・ウィンブルドンの3大会連続で準優勝だった2人だが、全米オープンで4大大会ダブルス2勝目を達成する。2006年ウィンブルドン選手権まで、2人は7大会連続で4大大会ダブルス決勝に出場した。2006年全豪オープン決勝ではリーンダー・パエス/マルティン・ダム組を4-6, 6-3, 6-4で破って4大大会3勝目を獲得したが、全仏オープンではマックス・ミルヌイ/ヨナス・ビョルクマン組に敗れ、2年連続の準優勝で止まった。ウィンブルドン選手権ではファブリス・サントロ/ネナド・ジモニッチ組を6-3, 4-6, 6-4, 6-2で破り、男子テニス界では史上6組目となる同一ペアによるキャリア・グランドスラムを達成した。
2007年全豪オープン男子ダブルス優勝後、ボブとマイクはしばらく好成績が減った時期もあるが、2008年北京五輪で男子ダブルスの銅メダルを獲得する。それから、2人は2008年全米オープンと2009年全豪オープンで連続優勝した。2009年3月6日-8日に行われたデビスカップワールドグループ1回戦で、アメリカはスイスを4勝1敗で下した。ブライアン兄弟はダブルスで、のスタニスラス・ワウリンカ/イブ・アレグロ組を 6-3, 6-4, 3-6, 7-6 で破り、デビスカップアメリカ合衆国代表として15勝目を挙げた。こうして2人はデビスカップアメリカ合衆国代表の「ベスト・ダブルス・チーム」になり、それまでの米国ダブルス歴代1位タイだったジョン・マッケンロー/ピーター・フレミング組（14勝1敗）とウィルマー・アリソン/ジョン・バン・リン組（14勝2敗）を抜いた。

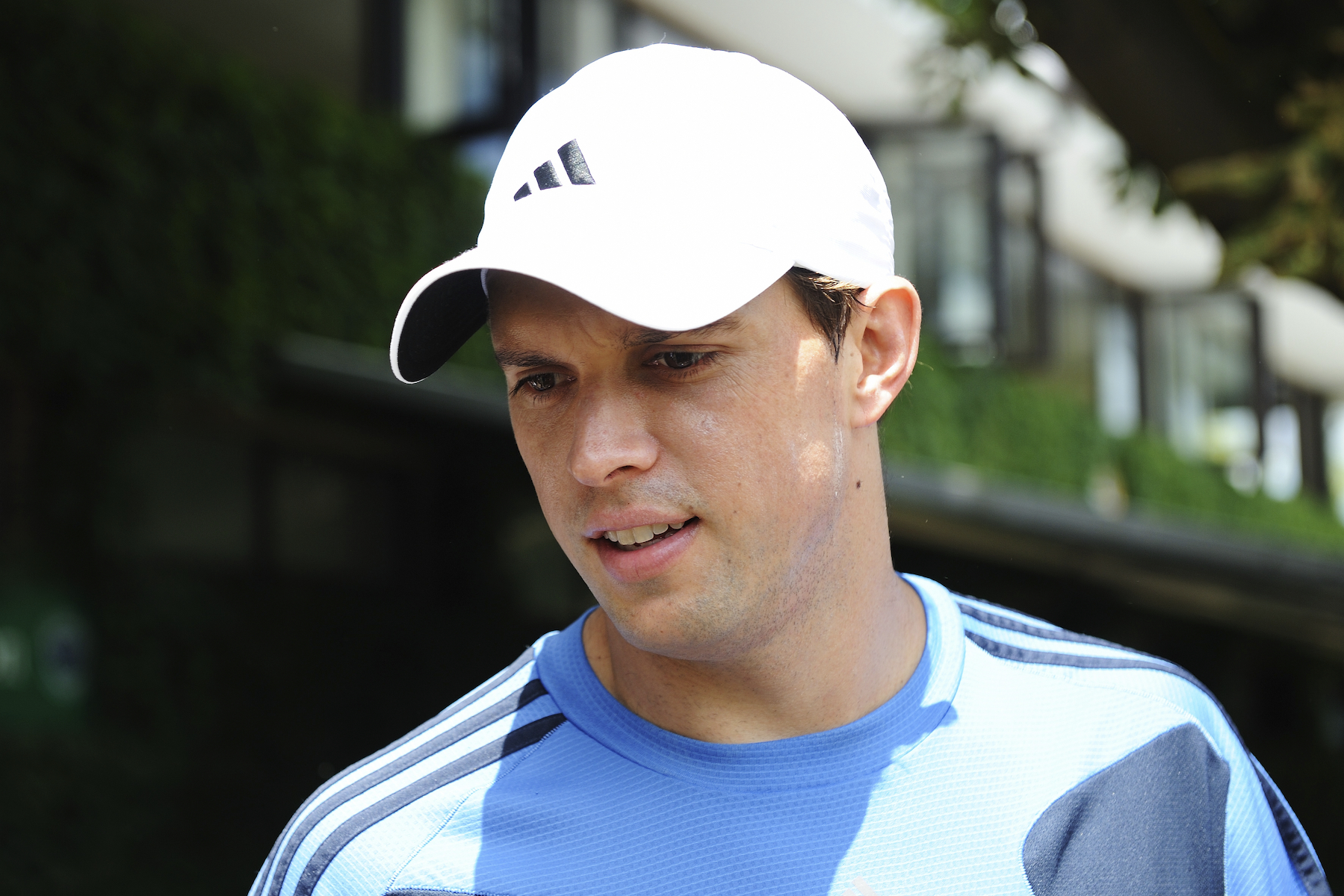
2009年ウィンブルドン選手権にて

2012年7月のロンドン五輪男子ダブルス決勝でボブとマイクはフランスのジョー＝ウィルフリード・ツォンガ/ミカエル・ロドラ組を6–4, 7–6(2)で破り金メダルを獲得しキャリアゴールデンスラムを達成した。2012年全米オープン男子ダブルス決勝でリーンダー・パエス/ラデク・ステパネク組を6-3, 6-4で破り4大大会通算12勝目を挙げた。同一ペアとしてはウッディーズの11勝を更新しオープン化以降では1位になった。
2012年12月デビスカップで欠場。マイクがマーディ・フィッシュとペアを組み出場したため、2003年8月以来となるボブとマイクのランキングが異なることになり、2011年11月から続いていた世界ランキング1位記録が途切れた。
2014年全米オープン男子ダブルスで優勝。グランドスラム合計優勝回数23はトッド・ウッドブリッジに並んで歴代3位タイ記録。
2014年10月、上海マスターズ2回戦にてブライアン兄弟での通算900勝を達成。同大会初優勝した事でキャリアゴールデン・マスターズ（マスターズ9大会すべて制覇）を達成した。
2018年5月に臀部の故障で離脱すると、8月には人工股関節置換術を受けた。翌年1月から復帰すると、2月にはタイトルも獲得。人工股関節を入れながら復活した貴重な例として、同じ問題を抱えていたアンディ・マリーに助言をおくった。
2019年11月に来年の全米オープン限りで引退することを発表した。
最後のグランドスラムとなった2020年全豪オープンでは2回戦で世界1位のフアン・セバスティアン・カバルを下すも、3回戦で敗れた。続くデルレイビーチ・オープンでツアー119勝目を挙げ、これが最後の大会となる。その後は新型コロナウイルス感染症流行の影響でツアーが中断。8月に再開するも、無観客開催であることも影響し、全米オープンを待たずして引退することを表明した。

### 混合ダブルス
混合ダブルスでは、全米オープンで2003年と2004年、2006年、2010年に4勝を挙げている。パートナーはそれぞれ異なり、2003年はカタリナ・スレボトニク、2004年はベラ・ズボナレワとペアを組んで優勝した。2006年は49歳のマルチナ・ナブラチロワとペアを組み、決勝でマルティン・ダム/クベタ・ペシュケ組を6-2, 6-3で破って優勝し、ナブラチロワは現役最後の試合で“有終の美”を飾った。2010年はリーゼル・フーバーとペアを組んで4度目の優勝に輝いた。
ボブは混合ダブルスで全仏オープンとウィンブルドン選手権を連続制覇した。パートナーは全仏オープンがビクトリア・アザレンカ、ウィンブルドンはサマンサ・ストーサーであった。ウィンブルドンの混合ダブルス決勝では、ボブとマイクがネットをはさんで戦い、ボブとストーサーのコンビはマイク/カタリナ・スレボトニク組を下した。
2010年全米オープン混合ダブルスにてリーゼル・フーバーとペアを組み優勝。全米混合優勝4回は歴代1位タイ記録となった。

## ダブルス記録
※オープン化以降
世界ランキング1位最長記録
世界ランキング1位連続記録
2013年2月25日から更新中
最多年間最終ランキング1位
連続年間最終ランキング1位記録
2009年から
グランドスラム優勝「16」
グランドスラム決勝進出「27」
キャリアゴールデンスラム達成
キャリアゴールデンマスターズ達成

### 4大大会ダブルス優勝
- 全豪オープン 男子ダブルス：6勝（2006年・2007年・2009年～2011年・2013年） ［男子ダブルス準優勝2度：2004年・2005年］
- 全仏オープン 男子ダブルス：2勝（2003年・2013年）/混合ダブルス：2勝（2008年・2009年） ［男子ダブルス準優勝2度：2005年・2006年］
- ウィンブルドン 男子ダブルス：3勝（2006年・2011年・2013年）/混合ダブルス：1勝（2008年） ［男子ダブルス準優勝1度：2005年］
- 全米オープン 男子ダブルス：5勝（2005年・2008年・2010年・2012年・2014年）/混合ダブルス：4勝（2003年・2004年・2006年・2010年） ［男子ダブルス準優勝1度：2003年］

### 男女混合ダブルス成績
| 大会           | 1999 | 2000 | 2001 | 2002 | 2003 | 2004 | 2005 | 2006 | 2007 | 2008 | 2009 | 2010 | 2011 | 2012 | 2013 | 2014 | SR     | W–L    |
| -------------- | ---- | ---- | ---- | ---- | ---- | ---- | ---- | ---- | ---- | ---- | ---- | ---- | ---- | ---- | ---- | ---- | ------ | ------ |
| 全豪オープン   | A    | A    | A    | QF   | 1R   | 1R   | QF   | QF   | QF   | A    | A    | 2R   | 2R   | A    | QF   | A    | 0 / 9  | 12–9   |
| 全仏オープン   | 2R   | QF   | A    | SF   | QF   | QF   | A    | SF   | QF   | W    | W    | A    | A    | 1R   | A    | A    | 2 / 10 | 25–8   |
| ウィンブルドン | QF   | 1R   | QF   | QF   | 2R   | SF   | 2R   | F    | 3R   | W    | QF   | 2R   | QF   | SF   | A    | 3R   | 1 / 15 | 37–14  |
| 全米オープン   | A    | A    | 1R   | F    | W    | W    | QF   | W    | 2R   | A    | A    | W    | 2R   | 2R   | A    | A    | 4 / 10 | 29–6   |
| W–L            | 4–2  | 3–2  | 3–2  | 12–4 | 8–3  | 10–3 | 4–3  | 14–3 | 6–4  | 11–0 | 7–1  | 7–2  | 5–3  | 4–3  | 2–1  | 2–1  | 7 / 44 | 102–37 |

#### 混合ダブルス優勝パートナー
- カタリナ・スレボトニク　2003年全米
- ベラ・ズボナレワ　2004年全米
- マルチナ・ナブラチロワ　2006年全米
- ビクトリア・アザレンカ　2008年全仏
- サマンサ・ストーサー　2008年ウィンブルドン
- リーゼル・フーバー　2009年全仏・2010年全米

### 男子ダブルス生涯グランドスラム達成ペア
- フランク・セッジマン/ケン・マグレガー （ともにオーストラリア、1951年に唯一の「年間グランドスラム」）
- ケン・ローズウォール/ルー・ホード （ともにオーストラリア、1953年 → 1956年）
- ロイ・エマーソン/ニール・フレーザー （ともにオーストラリア、1959年 → 1962年）
- ジョン・ニューカム/トニー・ローチ （ともにオーストラリア、1965年 → 1967年）
- マーク・ウッドフォード/トッド・ウッドブリッジ （ともにオーストラリア、1992年 → 2000年）
- ヤッコ・エルティン/ポール・ハーフース （ともにオランダ、1994年 → 1998年）
- ボブ・ブライアン/マイク・ブライアン （ともにアメリカ、2003年 → 2006年）